# Gare d'Ashiya (JR West)
Pour les articles homonymes, voir Gare d'Ashiya.
La gare d'Ashiya (芦屋駅, Ashiya-eki) est une gare ferroviaire localisée dans la ville d'Ashiya, dans la préfecture de Hyōgo au Japon. La gare est exploitée par la compagnie JR West, sur la ligne principale Tōkaidō (ligne JR Kobe). L'utilisation de la carte ICOCA est valable dans cette gare.

## Disposition des quais
La gare d'Ashiya est une gare disposant de deux quais et de quatre voies.
| N° de voie | Ligne    | Direction             |
| ---------- | -------- | --------------------- |
| 1・2       | ▆JR Kôbe | Amagasaki/Osaka/Kyoto |
| 3・4       | ▆JR Kôbe | Himeji/Sannomiya      |

## Gares/Stations adjacentes
| JR West         |                               |                               |                               |                 |
| Direction Kôbe  | Ligne Tōkaidō (Ligne JR Kôbe) | Ligne Tōkaidō (Ligne JR Kôbe) | Ligne Tōkaidō (Ligne JR Kôbe) | Direction Ôsaka |
| Sannomiya       |                               | Special Rapid Service 新快速  |                               | Amagasaki       |
| Sumiyoshi       |                               | Rapid Service 快速            |                               | Nishinomiya     |
| Settsu-Motoyama |                               | Local 普通                    |                               | Sakurashukugawa |